# Tomás Gomensoro

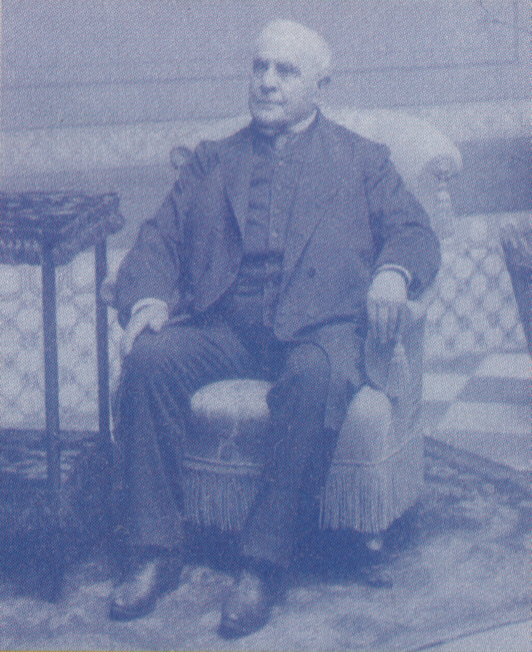
Tomás Gomensoro

Tomás José del Carmen Gomensoro Albín (* 27. Januar 1810 in Dolores; † 12. April 1900 in Montevideo) war ein uruguayischer Politiker.
Gomensoro, der der Partido Colorado angehörte, war im Jahre 1852 zunächst Senator für das Departamento Salto, ehe er ein Jahr später sowohl die politische Führung des Departamentos, als auch die dortigen Aufgaben als Polizeichef übernahm. 1868 übte er erneut das Amt eines Senators aus und hatte schließlich den Vorsitz des Senats inne, als er am 1. März 1872 während des Bürgerkrieges – der sogenannten Revolución de las lanzas (auf Deutsch: „Revolution der Speere“), unter dem Kommando des Blanco-Anführers Timoteo Aparicio – die Aufgaben des zurückgetretenen Lorenzo Batlle übernahm, um dessen Amtszeit zu Ende zu führen. In seine Amtszeit fiel dann am 6. April 1872, nach vorangegangenen Verhandlungen über das Ende des Bürgerkrieges, der sogenannte Paz de Abril (April-Frieden). Dieser beinhaltete unter anderem eine Beendigung der Feindseligkeiten unter Einschluss einer Amnestie für die Blanco-Revolutionäre.
Gomensoro war schließlich noch bis zum 15. Februar 1873 als Interims-Präsident von Uruguay tätig.
Später übte er weitere Ämter aus und zwischen 1888 und 1894 übernahm er erneut einen Sitz im Senat, dieses Mal jedoch für Soriano.
Mit Tomás Gomensoro in Uruguays nördlichstem Departamento Artigas wurde acht Jahre nach seinem Tod die ehemalige Stadt Zanja Honda nach ihm benannt.